# Beaumont-Monteux
Beaumont-Monteux – miejscowość i gmina we Francji, w regionie Owernia-Rodan-Alpy, w departamencie Drôme.
Według danych na rok 1990 gminę zamieszkiwało 888 osób, a gęstość zaludnienia wynosiła 66 osób/km² (wśród 2880 gmin regionu Rodan-Alpy Beaumont-Monteux plasuje się na 844. miejscu pod względem liczby ludności, natomiast pod względem powierzchni na miejscu 880.).
Przez gminę przepływa rzeka Isère. 